# Jonathan Franks
Jonathan Franks (Stockton-on-Tees, 8 aprile 1990) è un ex calciatore inglese, di ruolo attaccante.

## Carriera

### Club
Ha giocato nella massima serie inglese, in quella scozzese e in quella islandese, e nella seconda divisione inglese.

### Nazionale
Ha militato in quasi tutte le nazionali giovanili inglesi, dall'Under-16 ed Under-20.

## Palmarès

### Club

#### Competizioni nazionali
- Coppa di Lega scozzese: 1

Ross County: 2015-2016